# 莱茵布罗尔
莱茵布罗尔是德国莱茵兰-普法尔茨州的一个市镇。总面积17.20平方公里，总人口3874人，其中男性1916人，女性1958人（2011年12月31日），人口密度225人/平方公里。